# کارل منین
کارِل مِنین (به فرانسوی: Karelle Ménine) نویسنده و نمایشنامه‌نویس زن قرن بیست و یکم میلادی اهل فرانسه است.